# Alain de Lille
Alain de Lille (Alan iz Lilla, Alain de L'Isle) (latinsko: Alanus ab Insulis ), se je rodil v mestu Lille, v Franciji, okoli leta 1128, datum njegove smrti ni poznan, ampak raziskave kažejo, da je umrl med 14.4.1202 in 5.4.1203.  Bil je francoski teolog in pesnik. Klicali so ga po njegovem rojstnem imenu, prav tako pa je imel veliko vzdevkov, med njimi Lanus ab insulis, De insulis, Alain von Ryssel, Alanus de Monrepessulano, Alanus de Insulis in Doctor Universalis.

## Življenje
Njegova glavna zanimanja so bila filozofija, mistika, teologija in poezija. Bil je tudi cistercijan, kar pomeni da je bil pripadnik reformirane veje benediktinskega redu. Cistercijansko pravilo obnavlja strogost prvotnega benediktinskega življenja in predpisuje skupno ohranjanje pravil za ves red. Njegovi sodobniki so ga častili kot univerzalnega zdravnika zaradi obsežnega znanja. Bil je privrženec sholastike, srednjeveške filozofske smeri, ki temelji zlasti na avguštinizmu in aristotelizmu, kasneje v življenju je poučeval tudi v Parizu in Montpellierju.
O njegovem življenju ne vemo veliko. Alain je v šolo vstopil šele v poznih 1140-ih; najprej je obiskoval šolo v Parizu, nato pa v Chartresu. Verjetno je študiral pri mojstrih, kot so Peter Abelard, Gilbert iz Poitiersa in Thierry iz Chartresa. Njegovi najzgodnejši spisi so bili predvidoma napisani v 1150-ih v Parizu. Alain je bil dolga leta profesor teologije na pariški univerzi in se je udeležil tretjega Lateranskega koncila (5.3.-19.3.1179). Ta je bil imenovan tudi vesoljni cerkveni zbor. Osrednja tema je bila okrepitev cerkvene edinosti ter odprava posledic razkola zaradi protipapežev, govorili so tudi o utrditvi cerkvene discipline. Nazadnje se je upokojil v Cîteauxu, kjer je tudi umrl.
Alain je bil za čas svojega življenja najbolj znan kot učitelj in učenjak, tukaj je tudi pridobil vzdevek Doctor Universalis. Za večino njegovih del ne moramo točno določiti časa in okoliščin nastanka. Njegovo prvo opazno delo Summa Quoniam Homines je bilo dokončano med letoma 1155 in 1165. Alain je kot pisatelj združil pesniško domiselnost in dialektično natančnost. Svoj slog je oblikoval po slogu Martianusa Capella; v njegovih kasnejših delih je bil očiten vpliv rimskega senatorja Boetija.
Za Alainovo teologijo je bil značilen racionalizem, obarvan z misticizmom. Prizadeval si je dokazati, da vse verske resnice, tudi skrivnosti vere, izhajajo iz načel, ki so človeškemu razumu samoumevna brez razodetja. Njegova filozofija je povezovala različne poglede in ugotovitve, črpanih iz neoplatonizma, aristotelizma in pitagorejstva. Zaradi vseh različnih vplivov, je bil Alainov poskus združitve elementov iz različnih virov v enoten sistem, načelo organske sinteze. V psihološkem pogledu v različnih obdobjih so bile navedene tri različne delitve sposobnosti duše: dvojna (ratio, sensualitas), trojna (sapientia, voluntas, voluptas) in petkratna (sensus, imaginatio, ratio, intellectus, intelligentia). Verjel da je duša duh, telo materija, vez med njima pa fizični duh. V kozmologiji je učil, da je Bog najprej ustvaril »naravo«, katere naloga je bila ustvarjanje in organiziranje snovi v vidno vesolje. V tem delu filozofije se je kazal močan vpliv neopitagorejcev, kot pisatelj pa se je izkazal na področju združevanja poetične domišljije in dialektične natančnosti.

## Pomembna dela
Posebno mesto v latinski književnosti sta si pridobili pesmi De Planctu Naturae in Anticlaudianus. Prva je genialna satira o razvadah človeka, v kateri je ustvaril alegorijo slovnične »konjugacije«, ki naj bi imela naslednike skozi srednji vek. V delu je poskušal ponazoriti tudi način, na katerega je človeštvo s spolno sprevrženostjo in še posebej s homoseksualnostjo oskrunilo naravo in Boga.
Anticlaudianus je didaktična pesem o moralah napisana kot alegorija; opisuje brošuro Klavdije nasproti Rufinusu. Je spretno verzificirana in napisana razmeroma v čisti latinščini.
Alain je raziskoval tudi  Regulae de sacra theologia, katera je bila razvita v povezavi z raznoraznimi umetnostmi in znanostmi. Uporabil je teološke variacije matematičnih , trivijskih, etičnih in fizikalnih izrazov, ki naj bi prikazovala pravo pot.
Contra hereticos pa v 4 knjigah piše proti Katarom, Muslimanom in Židom.

## Ostala dela
- De Planctu Naturae
- Anticlaudianus
- Rhythmus de Incarnatione et de Septem Artibus
- De Miseria Mundi
- Quaestiones Alani Textes
- Summa Quoniam Homines
- Regulae Theologicae
- Hierarchia Alani
- De Fide Catholica: Contra Haereticos, Valdenses, Iudaeos et Paganos
- De Virtutibus, de Vitiis, de Donis Spiritus Sancti
- Liber Parabolarum
- Distinctiones Dictionum Theologicalium
- Elucidatio in Cantica Canticorum
- Glosatura super Cantica
- Expositiones of the Nicene and Apostolic Creeds
- Expositio Prosae de Angelis
- Quod non-est celebrandum bis in die
- Liber Poenitentialis
- De Sex Alis Cherubim
- Ars Praedicandi
- Sermones